# رینا اوچی‌یاما
رینا اوچی یاما (انگلیسی: Rina Uchiyama؛ زادهٔ ۷ نوامبر ۱۹۸۱) یک هنرپیشه اهل ژاپن است.